# Yoshiaki Komai
Yoshiaki Komai (født 6. juni 1992) er en japansk fodboldspiller.
Han har spillet for flere forskellige klubber i sin karriere, herunder Kyoto Sanga FC, Urawa Reds og Hokkaido Consadole Sapporo.